# Hendrik Brocks
Hendrik Brocks (Sukabumi, Indonesia, 27 de marzo de 1942-8 de marzo de 2023) fue un ciclista de ruta indonesio que participó en los Juegos Olímpicos y fue medallista en los Juegos Asiáticos.

## Carrera

### Continental
Participó en los Juegos Asiáticos de 1962 celebrados en Yakarta donde logró la medalla de oro en la prueba de ruta abierta individual y por equipos, así como la prueba de contrarreloj por equipos.

### Juegos Olímpicos
No pudo terminar la carrera individual así como el resto de sus compañeros de equipo, mientras que en la prueba por equipos finalizó en el lugar veintiséis entre 32 países.